# Tenuipalpus persicae
Tenuipalpus persicae är en spindeldjursart som beskrevs av Sadana, Chhabra och Gupta 1982. Tenuipalpus persicae ingår i släktet Tenuipalpus och familjen Tenuipalpidae. Inga underarter finns listade i Catalogue of Life.